# 4064 Marjorie
4064 Marjorie este un asteroid din centura principală, descoperit pe 24 septembrie 1960, de Cornelis van Houten și Ingrid van Houten și Tom Gehrels.